# Priene

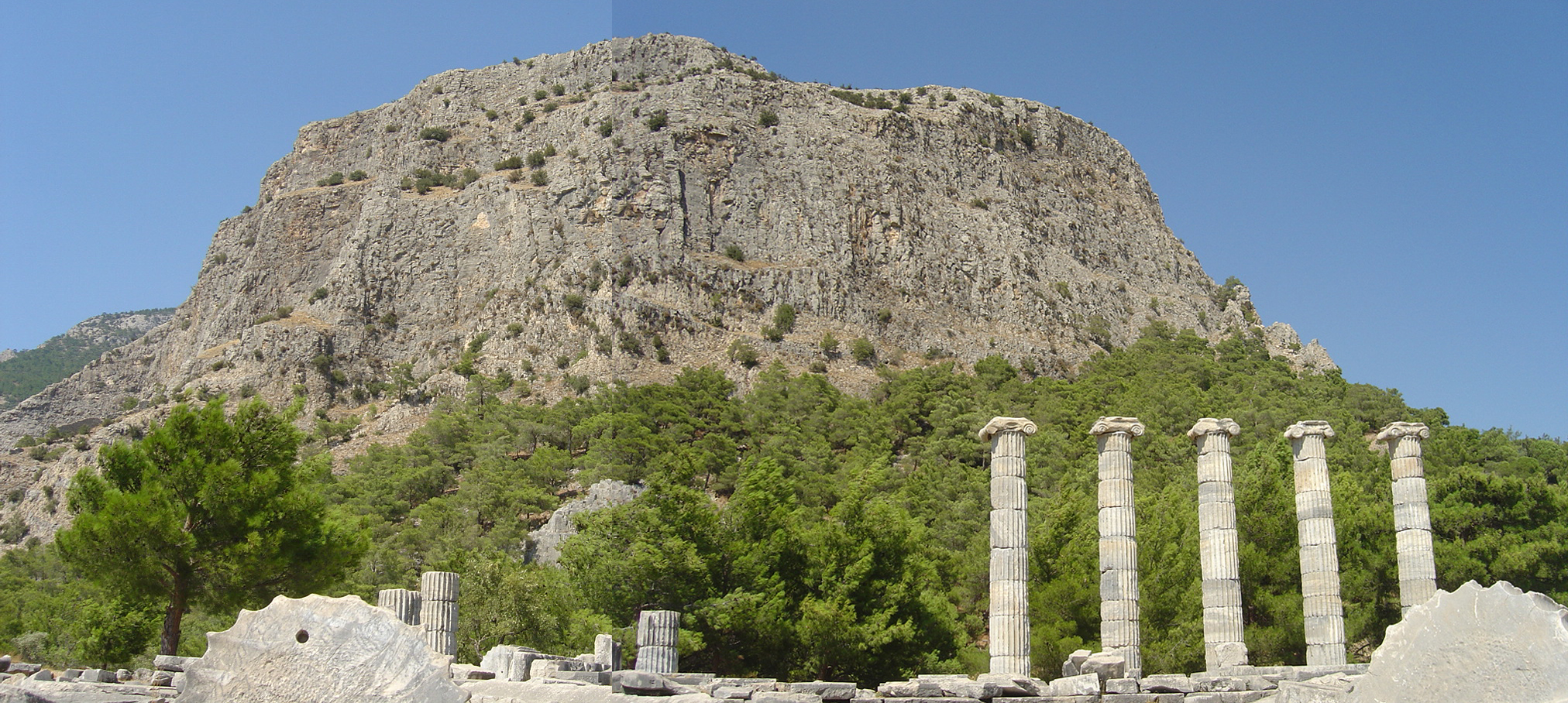
Santuari d'Atena

Priene (grec antic: Πριήνη, Priḗnē) fou una ciutat de la Jònia a prop de la costa de Cària, als contraforts sud-est de les muntanyes de Mícale, a la vora d'un riu anomenat Gesó o Gesos.
Originàriament estava situada tocant a la costa i tenia dos ports, un dels quals es podia tancar, segons Escílax de Carianda. Heròdot diu que hi cabia una flota petita. Però en temps d'Estrabó els dipòsits al·luvials del riu Meandre la van allunyar fins a 40 estadis de la costa.
La llegenda diu que la va fundar Èpit, un fill de Neleu, i després va ser colonitzada pels beocis, que la van anomenar Cadme, segons Estrabó i Pausànies. Però malgrat aquesta barreja d'ètnies, era una de les dotze ciutats jòniques, com diu Heròdot, i tenia una part destacada al festival de Paniònia, que es feia a les muntanyes de Mícale, prop de la ciutat. Sotmesa pel rei Ardis de Lídia, i quan Cresos va ser sotmès per Cir II el Gran, va passar a Pèrsia el 546 aC, segons diu Heròdot. Sota els perses, va perdre importància i va ser objecte de disputa entre Milet i Samos. Quan els milesis van ser derrotats, van demanar ajuda a Atenes i van aconseguir de vèncer Samos. Progressivament es va despoblar. Segons Pausànies tenia un temple dedicat a Atena, amb una magnífica estàtua de la deessa.
Va ser el lloc de naixement de Biant, un dels set savis de Grècia, i de l'historiador Miró.
En queden restes prop de la població turca de Samsun a la província d'Aydın.